# المغربة (الخبت)

تعديل مصدري - تعديل

المغربة هي إحدى قرى عزلة بني عمارة بمديرية الخبت التابعة لمحافظة المحويت، بلغ تعداد سكانها 51 نسمة حسب تعداد اليمن لعام 2004.